# Andrea Leeds
Andrea Leeds, född Antoinette Lees 14 augusti 1914 i Butte, Montana, död 21 maj 1984 i Palm Springs, Kalifornien, var en amerikansk skådespelerska.

## Roller i urval
- 1935 – Anna Karenina (ej krediterad)
- 1936 – Zigenarflickan (ej krediterad)
- 1936 – Männen från storskogen
- 1937 – Förbjuden ingång
- 1938 – Kvinnornas gunstling
- 1938 – The Goldwyn Follies
- 1939 – På ärans fält
- 1939 – Sången från södern